# Rajon Vitosja
rajon Vitosja (bulgariska: Район Витоша) är ett distrikt i Bulgarien.   Det ligger i kommunen Stolitjna Obsjtina och regionen Sofija-grad, i den västra delen av landet, 10 km söder om huvudstaden Sofia. Orter i distriktet är Vladaja och Mărtjaevo.
I omgivningarna runt rajon Vitosja växer i huvudsak blandskog. Runt rajon Vitosja är det tätbefolkat, med 849 invånare per kvadratkilometer.